# Alejandro García Durán de Lara
Alejandro García Duran Conde De Lara Sch. P., conocido también por el sobrenombre de El Padre Chinchachoma, que quiere decir "cabeza sin cabello", nació en Barcelona, España el 29 de junio de 1935 y falleció el 8 de julio de 1999 en Bogotá, Colombia. Sacerdote y religioso escolapio. Dedicó treinta años a atender y sacar adelante a niños de la calle, principalmente en México. Fundó 18 albergues para estos niños abandonados.

## Reseña de su vida
Se hizo sacerdote escolapio en su natal España, llegó a México en 1971 para desarrollar la actividad apostólica que le correspondía como religioso. Ese año, en el patio trasero de Puebla, observó una confrontación entre un policía y un niño de la calle que se drogaba, a partir de este suceso decidió dedicar su vida a los niños abandonados que viven en las calles.[cita requerida]
Fundó 18 albergues para recibir a estos "niños de nadie", centrándose sobre todo en sacarlos de su comúnmente presente adicción a las sustancias y en darles lo necesario para que pudieran completar su desarrollo psico-afectivo, el cual casi siempre está muy deteriorado en este tipo de infantes.[cita requerida]
Ideó un método afectivo-psicológico para poder atender a un niño que ha pasado por la situación de vivir solo en la calle, que por lo general incluía lo que él llamaba "parir el yo" de la persona. Se basaba sobre todo en dar un afecto incondicional al niño y en hacerlo reflexionar acerca de la vida y su situación personal.[cita requerida]
Publicó diversas obras que abarcan un espectro religioso-pedagógico y sociológico. Daba frecuentemente conferencias y talleres que tenía como objetivo concientizar a sus oyentes de los diversos problemas sociales y humanos engendrados por la falta de compromiso social y la pobreza.[cita requerida]
La organización que fundó se llama Hogares Providencia.[cita requerida]
Era polémico por su uso de un lenguaje fuerte; por ejemplo decía "prostitución". Con el que pretendía causar más impacto en sus oyentes y abrir un puente de comunicación con los niños de la calle. Decía frases como: "chinguen a su madre las drogas". Un folleto se intitulaba "La mata de la mota mata".[cita requerida]

## Libros publicados
- Mis siete queridas mujeres públicas
- La porción olvidada de la niñez mexicana
- El Cristo de Chinchachoma
- Dios se confiesa
- El cielo que tú me das - Mi vida diaria con el Chincha, de María del Socorro Altamirano
- La epopeya del Yo
- "La mata de la mota mata"